# 吉伊切
50°14′51″N 23°46′0″E / 50.24750°N 23.76667°E
吉伊切（烏克蘭語：Гійче），是烏克蘭西部的村莊，隸屬利維夫州的利維夫區。該村始建於1513年，面積30平方公里，海拔高度216米，2001年人口2,188，人口密度每平方公里72.96人。